# تراميز الخط

تراميز الخط في الاتصال عن بعد هي شفرة تُختار للاستخدام ضمن نظام اتصالات لنقل إشارة رقمية إلى خط نقل كهرباء.
تشفير الخط يمثل الإشارة الرقمية التي يتعين نقلها، مع شكل موجي مناسب للخصائص المحددة للقناة المادية ومعدات الاستقبال. ويسمى نمط الجهد أو التيار أو الفوتونات المستخدمة لتمثيل البيانات الرقمية على وصلة الإرسال بترميز الخط.